# Charles-François Davy d’Amfreville

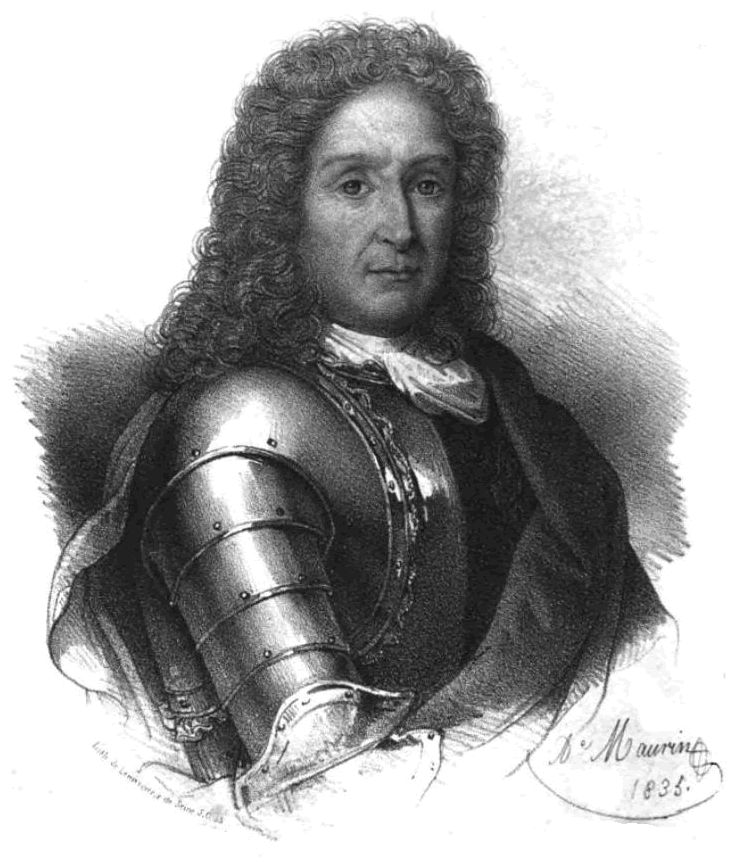
Charles-François Davy, Marquis d’Amfreville (1628–1692)

Charles-François Davy, Marquis d’Amfreville (* 1628 im Château d’Amfreville in Amfreville (Frankreich); † 2. November 1692 in Brest) war ein französischer Marineoffizier und Aristokrat des 17. Jahrhunderts. Nachdem er in jungen Jahren der Armee beigetreten war, wechselte er zur französischen Marine. Er diente während des Holländischen Krieges und des Pfälzischen Erbfolgekrieges, hauptsächlich unter dem Kommando von Vizeadmiral Tourville. Er beendete seine militärische Laufbahn mit dem Rang eines Lieutenant-général (Vizeadmiral) und wurde zum Kommandeur des Königlichen und Militärischen Ordens von Saint-Louis ernannt.

## Biographie

### Herkunft
Charles-François Davy gehörte einer normannischen Adelsfamilie an, aus der zwei Kardinäle, darunter Jacques-Davy Duperron, sowie zwei grands baillis (deutsch etwa: Großvogte) des Cotentin hervorgingen. Er war der älteste Sohn von Pierre Davy und Jeanne Gigault de Bellefond, Herr von Sortosville.
Nach seinem Tod erbte sein Bruder Charles-Antoine Davy, Herr von Fermanville und Gourbesville, den Titel Marquis d’Amfreville.

### Militärkarriere
Davy trat 1645 der Territorialarmee des Ancien Régime bei und nahm am Artois- und Flandernfeldzug in der Endphase des Dreißigjährigen Krieges teil, bei dem Frankreich Roses (in Katalonien), Béthune, Trier und mehrere andere Festungen zurückeroberte.
Seit 1646 diente er als Gardemarin, wurde 1665 in Brest zum Fähnrich befördert und bereits ein Jahr später zum capitaine de vaisseau (Kapitän zur See) ernannt. 1672 wurde er vom Grafen von Estrées an seine Seite gerufen und zum Kommandanten für den Niederländisch-Französischen Krieg ernannt.

#### Holländischer Krieg (1672–1678)

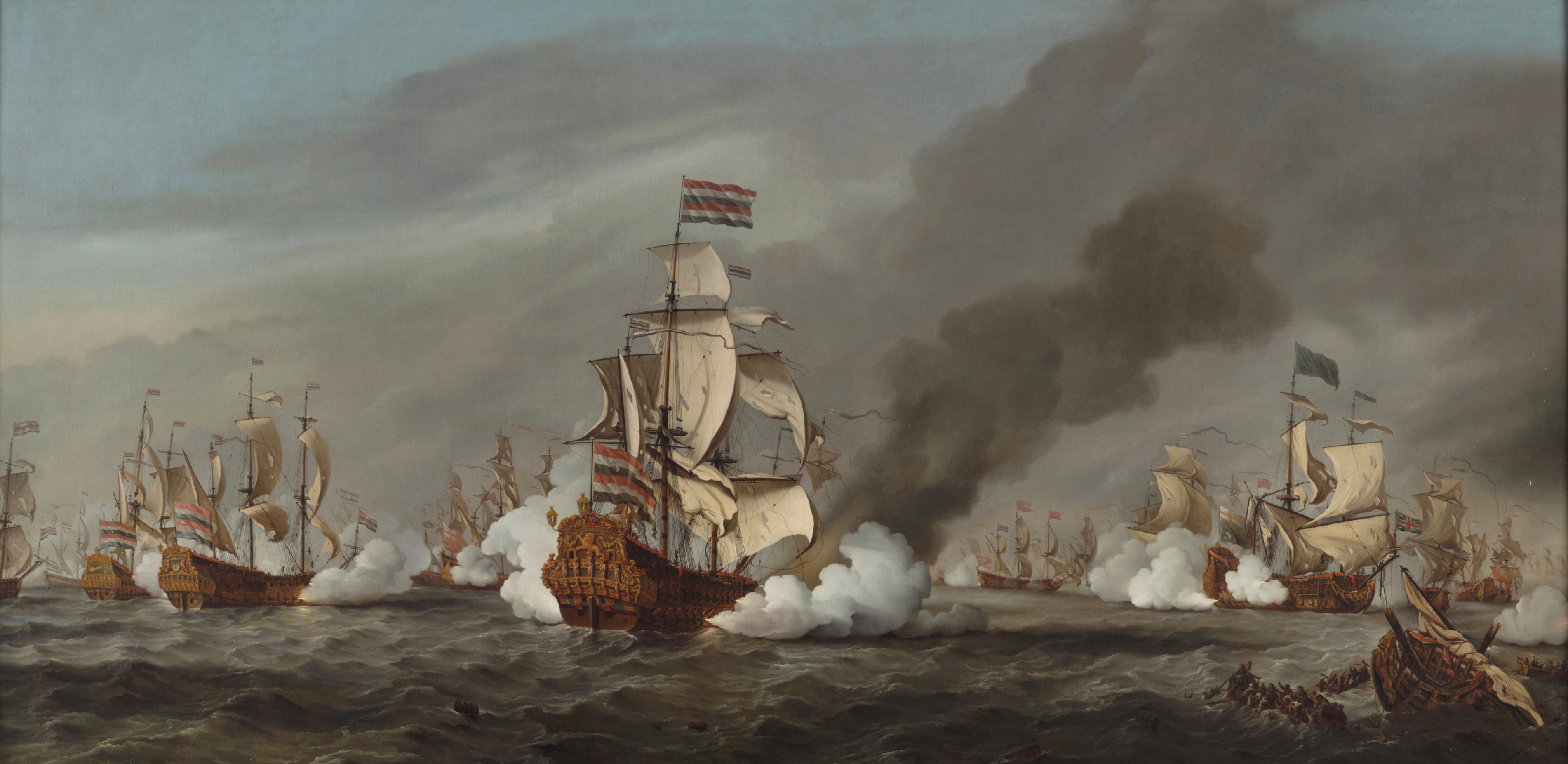
Die Schlacht von Texel von Willem Van de Velde dem Jüngeren.

Am 7. Juni 1672 kommandierte d’Amfreville Le Prince, 50 Kanonen, in der Seeschlacht in der Solebay im weißen Geschwader unter dem Kommando von Duquesne. Am 21. August 1673 nahm er an der Seeschlacht vor Texel teil, in der die vereinte französisch-englische Flotte unter dem Kommando von Prinz Rupert gegen die niederländische Flotte unter dem Kommando von Admiral Ruyter kämpfte.
Im Jahr 1676 erhielt d’Amfreville das Kommando über die Le Suffisant, ein Schiff mit 64 Kanonen, in der Flotte unter Duquesnes Kommando und nahm an den drei Schlachten teil, die in diesem Jahr gegen die niederländische und spanische Marine ausgetragen wurden. Am 8. Januar 1676 vor Alicudi, im April bei Augusta, in der Ruyter tödlich verwundet wurde, und schließlich unter dem Befehl von Louis Victor de Rochechouart de Mortemart, genannt Vivonne, in der Seeschlacht vor Palermo im Mai desselben Jahres, bei der der Feind zwölf seiner Linienschiffe verlor, vier Brander und sechs Galeeren. 1677 wurde er zum Chef d’escadre (Konteradmiral) der Provinz Languedoc befördert.

### Bombardierungen von Algier (1682–1683) und Genua (1684)

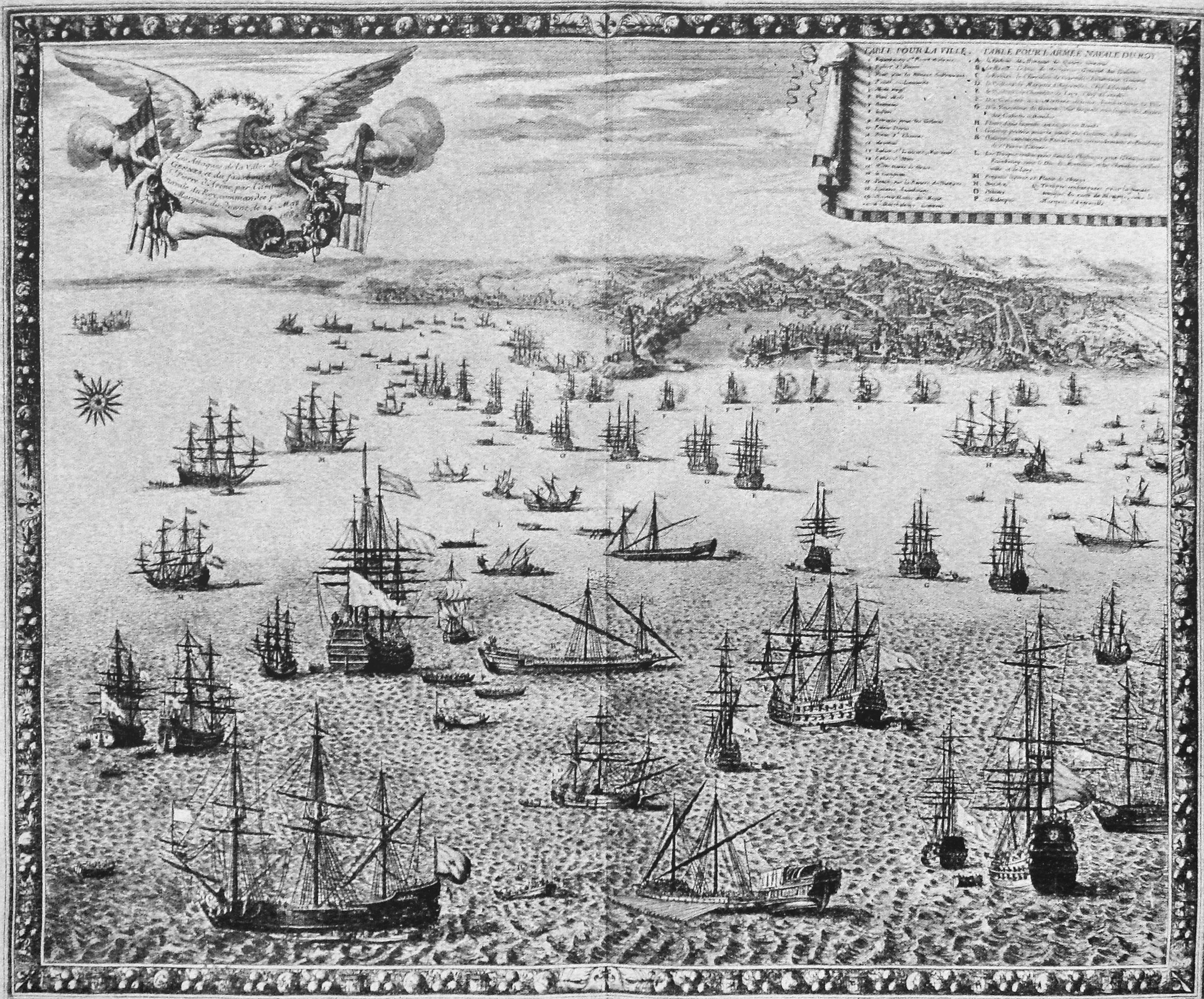
Bombardierung von Genua durch Duquesne, Gemälde von Beaulieu le Donjon.

Im Juni 1683 war Davy erneut unter dem Kommando von Duquesnes eingesetzt. Als Kommandant der La Couronne nahm er an der zweiten Beschießung von Algier teil. Nachdem die Algerier um Frieden gebeten hatten, wurde d’Amfreville mit der Ausführung des Teils des Bestimmungen des Friedensabkommens, der die Befreiung der Sklaven aller Nationen vorsah, beauftragt. Unter diesen Sklaven waren viele Engländer. Als sie auf dem Schiff des Marquis ankamen, erklärten sie ihm, dass sie ihre Befreiung nur ihrem eigenen König zu verdanken hätten. D’Amfreville wandte sich daraufhin an die Algerier und sagte zu ihnen: „Es liegt an Ihnen, zu zeigen, was Sie dem König von England schulden.“ Daraufhin verblieben die englischen Sklaven in der Gefangenschaft der Algerier.
Im Mai 1684 verließ eine Flotte von vierzehn Schiffen – zwanzig Galeeren, zehn Gallioten, zwei Brander, acht Fleuten, siebenundzwanzig Tartanen und etwa zweiundsiebzig weiteren Ruderbooten – unter dem Kommando von Duquesne – Toulon, um Genua zu bombardieren. Die Flotte erreichte die Stadt am 17. Mai. Davy d'Amfreville kommandierte hierbei Le Diadème. Der Beschuss begann am 18. Mai und hielt bereits drei Tage an, als sich Duquesne am 22. Mai zu einem Handstreich auf die Stadt entschloss. Die Leitung dieser Operation lag beim Herzog von Vivonne. Die Truppen wurden in drei Einheiten aufgeteilt: eine mit 1.200 Mann, die dem Befehl des Herzogs unterstand; Tourville kommandierte die zweite, 800 Mann starke Truppe, und die dritte, ebenfalls 800 Mann stark, wurde dem Chevalier de Lhéry anvertraut. D’Amfreville war damals Teil dieser letztgenannten Truppe. Der Angriff sollte gegenüber dem an der Küste gelegenen Festung mitten im Vorort Saint-Pierre d’Aréna erfolgen und wurde trotz des starken Widerstands der Genuesen gestartet. Kurz darauf konnte die Verschanzung von den Franzosen eingenommen werden. D’Amfreville zeichnete sich bei dieser Expedition besonders aus. Er wurde schwer am Oberschenkel verwundet und konnte nur mit Mühe an Bord seines Schiffes transportiert werden.

### Pfälzischer Erbfolgekrieg
Zu Beginn des Pfälzischen Erbfolgekrieges wurde D’Amfreville zum Lieutenant-général des armées navales (Vizeadmiral) ernannt und übernahm 1690 in Brest das Kommando über eine Flotte aus 36 Linienschiffen, vier Brander und fünf Fleuten, um Jakob II. von England an der Küste Irlands mit Männern und Waffen zu unterstützen. Bei dieser Gelegenheit erhielt André de Nesmond das Kommando über die Vorhut und Pierre Le Bret de Flacourt das über die Nachhut. Als die Flotte am 17. März in See stach, schloss sich ihr unterwegs eine Division aus fünf Linienschiffen, einer Fregatte und einem Brander an, die unter dem Kommando von Jean-Paul de Saumeur aus Toulon kamen. Die Truppen und Waffen landeten am 22. März in Cork und die Flotte kehrte am 4. Mai nach Brest zurück, nachdem sie zwei englische Freibeuterschiffe als Prisen genommen hatte. Sie kehrte mit 5.000 Iren zurück, die daraufhin in Frankreich dienten.

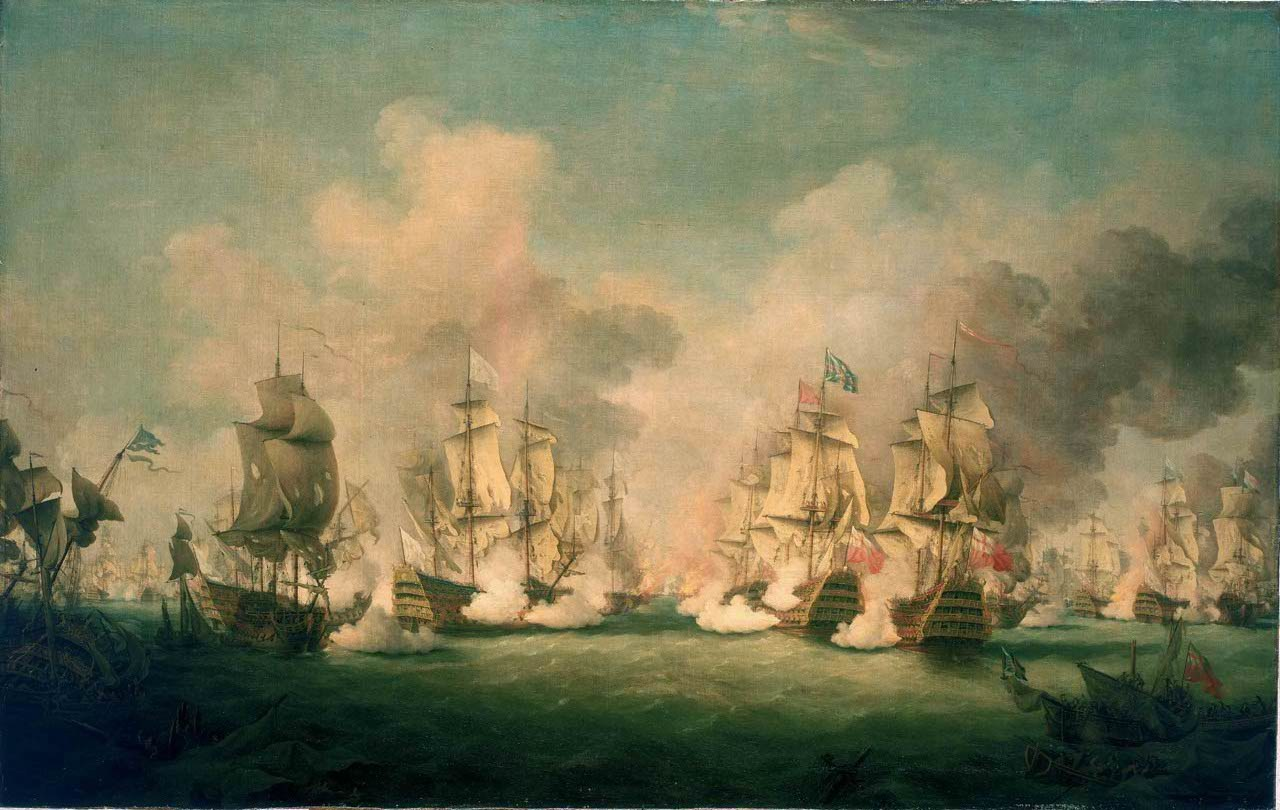
Schlacht von Barfleur des britischen Marinemalers Richard Paton.

Am 10. Januar 1691 wurde er durch seine Eheschließung mit Jeanne-Susanne oder Louise Gigault der Schwiegersohn von Marschall Bernardin Gigault de Bellefonds. Seine Frau starb allerdings sehr jung.
Während der Seeschlacht von La Hogue am 29. Mai 1692 ermöglichte d’Amfreville an Bord des Schiffes Merveilleux an der Spitze der Vorhut der französischen Flotte dem kommandierenden Admiral de Tourville die Flucht vor der ihn einschließenden englisch-niederländischen Flotte, wurde jedoch in der Schlacht schwer verwundet. Seine Aktionen während dieser Schlacht brachten ihm einen Platz in dem Bericht ein, den Tourville an den Marineminister sandte, sowie in dem Brief des englischen Admirals an Tourville. In beiden Dokumenten wurde d’Amfreville lobend erwähnt. Vor der Schlacht hatte er zu Tourville gesagt: „In meiner Seele und meinem Gewissen glaube ich, dass wir nicht kämpfen sollten“.
Zwei weitere d’Amfrevilles, Brüder des Marquis, nahmen ebenfalls an der Schlacht von La Hougue teil; einer befehligte das Schiff L’Ardent, der andere Le Vermandois, beide mit sechzig Kanonen, und sie zeichneten sich ebenfalls dort aus.
Zum Ende der Schlacht hatte François Panetié mit 21 Linienschiffen durch eine riskante Passage bei Alderney den beiden feindlichen Kommandeuren Almonde und Ashby nach Saint-Malo entkommen können. Der Marineminister Pontchartrain befahl ihm daraufhin mehrmals, diesen Hafen zu verlassen und sich mit dem Rest der Flotte in Brest anzuschließen. Und da Panetié diese Befehle nicht ausführte, schickte der Minister d’Amfreville nach Saint-Malo, um das Kommando über die Schiffe und insbesondere über das von Panetié, die Grande, zu übernehmen. Doch Pontchartrain änderte seine Meinung und nahm seine Befehle zurück, deren Ausführung auch d’Amfreville verweigert hatte.
D’Amfreville starb kurz darauf am 2. November 1692 in Brest an den Verletzungen, die er bei La Hogue erlitten hatte. Er ist im Chor der Sainte-Chapelle in Vincennes begraben.

## Familie
Admiral Charles-François Davy ist der Vater von Louis-Antoine Davy, der sich selbst Chevalier d’Amfreville nannte. Er diente als Marschall der Lager und Armeen des Königs, Kommandant der Festungen La Hogue und Tatihou und war Herr von Anneville, Fermanville und Manneville-en-Cosqueville. Er starb ohne Nachkommen. Sein Leichnam ruht seit 1776 in der Kirche von Alleaume in Valognes.